# Panurginus gabrielis
Panurginus gabrielis är en biart som beskrevs av Michener 1935. Panurginus gabrielis ingår i släktet bergsbin, och familjen grävbin. Inga underarter finns listade i Catalogue of Life.